# Pademelons
Pademelons (Thylogale) zijn een geslacht van kangoeroes dat voorkomt in oostelijk Australië, Tasmanië, Nieuw-Guinea en op twee eilandgroepen die enkele honderden kilometers ten westen en ten oosten van Nieuw-Guinea liggen: de Bismarck-archipel en de Aru-eilanden. Hun naam is een verbastering van "badimaliyan", een woord dat in de taal van de Dharuk Aboriginals gebruikt wordt voor Port Jackson, de natuurlijke haven van Sydney.

## Uiterlijk
De pademelons zijn de kleinste kangoeroeachtigen uit de familie Macropodidae. Ze onderscheiden zich van andere kangoeroesoorten door de korte, dikke, vrijwel haarloze staart. Bovendien bewegen de pademelons zich over het algemeen voort op vier poten en slechts zelden springen ze rond op alleen de achterpoten zoals de andere kangoeroes dat doen.   
Zoals andere buideldieren dragen ze hun jongen in een buidel.   

## Leefwijze
De pademelons zijn bewoners van dichtbegroeide bosgebieden, waaronder tropische regenwouden en eucalyptusbossen. Ze leven solitair of in kleine groepen. De pademelons zijn vooral actief in de schemering of 's nachts. Deze kangoeroes voeden zich met grassen, bladeren en afgevallen vruchten. 

## Taxonomie
Het geslacht Thylogale omvat zes soorten:
- Thylogale billardierii – Roodbuikpademelon
- Thylogale brownii
- Thylogale brunii – De Bruijnpademelon
- Thylogale calabyi
- Thylogale stigmatica – Roodpootpademelon
- Thylogale thetis – Roodhalspademelon